# 小行星2164
小行星2164（2164 Lyalya）是一颗围绕太阳公转的小行星。1972年9月11日，尼古拉·切爾尼赫在克里米亚发现了此天体。
該小行星以蘇聯英雄葉連娜·烏比耶夫克命名。
这颗小行星的绝对星等为193.52018等。